# Veliki mišić primicač
Veliki mišić primicač (lat. musculus adductor magnus) mišić natkoljenice, trokutastog oblika. Mišić inerivra lat. nervus obturatorius i lat. nervus ischiadicus. 

## Polaziše i hvatište
Mišić polazi s preponske kosti (prednje strane, donje grane), sa sjedne kosti (sjedna izbočina lat. tuber ischiadicum) ide prema dolje, širi se u tri snopa koji se hvataju na stražnju stranu bedrene kosti.